# 1858 en philosophie
Chronologie de la philosophie
- 1854
- 1855
- 1856
- 1857
- 1858
- 1859
- 1860
- 1861
- 1862

L’année 1858 a été marquée, en philosophie, par les événements suivants :

## Enseignement
- L'Institut Saint-Louis, institut d'enseignement de philosophie catholique, est fondé à Bruxelles à la demande du pape Pie IX ; sa section Philosophie et Lettres, reconnue comme assimilée à de l’enseignement universitaire, devient en 1948 une université indépendante, l'UCLouvain Saint-Louis - Bruxelles.

## Publications
- Schopenhauer et Leopardi (en italien Schopenhauer e Leopardi), essai de Francesco De Sanctis.
- Spiritualisme et matérialisme de Ludwig Feuerbach.
- Histoire de la philosophie morale et politique dans l’antiquité et les temps modernes de Paul Janet.
- De la justice dans la Révolution et dans l’Église de Pierre-Joseph Proudhon.

## Naissances
- 24 janvier : Constance Naden, philosophe et poète anglaise, mort en 1889 à 31 ans.
- 1er mars : Georg Simmel,  philosophe et sociologue allemand, mort en 1918 à 60 ans.
- 18 mars : Inoue Enryō, philosophe et penseur bouddhique japonais, mort en 1919 à 61 ans.
- 1er avril : Gaetano Mosca, professeur de droit et philosophe en science politique italien, mort en 1941 à 82 ans.
- 2 juin : Jules de Gaultier, philosophe français, mort en 1942 à 83 ans.
- 7 juin : Baptiste-Marie Jacob, professeur de philosophie et de morale, mort en 1909 à 50 ans.
- 10 août : Gaston Milhaud, philosophe et historien des sciences français, créateur de la première chaire de philosophie des sciences en Sorbonne, mort en 1918 à 60 ans.
- 13 novembre : Edmond Goblot, philosophe et sociologue français, mort en 1935 à 76 ans.

## Décès
- 3 novembre : Harriet Taylor Mill, philosophe et féministe anglaise, née en 1807.